# Золотухина, Наталья Михайловна
Ната́лья Миха́йловна Золоту́хина (род. 1930, Клин, Московская область) — советский и российский правовед, специалист по истории развития правовой и политической мысли; доктор юридических наук (1988); профессор кафедры теории и истории государства и права юридического факультета Военного университета МО РФ, главный научный сотрудник и профессор Российского государственного университета правосудия; заслуженный юрист Российской Федерации.

## Биография
Выпускница Московского юридического института (1954). В 1966 году защитила кандидатскую диссертацию «Политические воззрения Вильяма Годвина», в 1988 году — докторскую диссертацию «Развитие политических и правовых учений в период формирования и утверждения сословно-представительной монархии в России» (1988).

## Основные работы
Является автором и соавтором более 100 научных публикаций, включая несколько монографий и учебных пособий; она специализируется в основном на проблемах средневековой русской правовой и политической мысли:
- «Иосиф Волоцкий» (1981);
- «Развитие русской средневековой политико-правовой мысли» (1985);
- Учебное пособие по истории политических и правовых учений. Ч. 1 (М., 1991);
- Курс по истории политических и правовых учений 1986—1989. Т. 2 и 3) (в соавт.);
- «Антология мировой правовой мысли» (М., 1999) (в соавт.);
- «История о Великом князе Московском» (2000);
- «История политических и правовых учений России XI—XX вв.» (М., 2003) (в соавт.);
- «История политических и правовых учений» (М., 2003) (в соавт.).
- Смута глазами государева дьяка Ивана Тимофеева. — М.: Юрлитинформ, 2011. — 190 с. : ил., портр.. — (Теория и история государства и права).; ISBN 978-5-93295-893-3
- Политико-правовая мысль России XVI в. Филофей и «Филофеев цикл»; Российский гос. ун-т правосудия. — М.: Юрлитинформ, 2015. — 427 с. : факс.. — (Теория и история государства и права).; ISBN 978-5-4396-0853-9.
- «Политико-правовая мысль XVI: Максим Грек о правде, справедливости, законности и правосудии». (М., 2018),
- Политико-правовая мысль XVI в.: И. С. Пересветов: государственно-правовая доктрина. — М. Юрлитинформ, 2020. — 508 с. : ил. — (Теория и история государства и права).; ISBN 978-5-4396-1913-9 : 3000 экз.